# El fantasma del museo del Prado
El fantasma del museo del Prado es una historieta de 16 páginas realizada por Jan en 1988 y protagonizada por Superlópez.

## Trayectoria editorial
Se publicó en el número 33 de la revista Superlópez el 15 de mayo de 1988. En septiembre de 1988 se recoplió en el undécimo álbum de la Colección Olé junto a Cachabolik Blues Rock (ISBN: 84-406-5141-4 ).

## Argumento

El caballero de la mano en el pecho

De visita en el museo del Prado Juan López comprueba que hay un fantasma idéntico al personaje del cuadro El caballero de la mano en el pecho de El Greco.  Mientras tanto, en el cuadro en cuestión ahora aparece el autor de las historietas, Jan. Superlópez se queda a investigar tras el cierre del museo y descubre que el dibujante ha llegado a un acuerdo con el caballero del cuadro para intercambiar sus vidas. Nervioso por quedarse sin nadie que dibuje sus historietas, Superlópez evita que Jan se vuelva a meter en el cuadro y atrapa al caballero clavándolo con fijador en una pared. Luego lo vuelve a meter en el cuadro, el cual deja en el baño del museo para despistar. La historieta termina con López preguntando a Jan el tema de la próxima historieta, mientras el dibujante piensa "¡Esta me la vas a pagar!".